# 鶴山村 (岡山県和気郡)
鶴山村（つるやまそん）は、かつて岡山県和気郡にあった村。現在の岡山県備前市西鶴山小学校学区。かつて同市内にあった邑久郡鶴山村との混用を避けるためか、西鶴山が使われる場合がある（例：西鶴山小・西鶴山公民館）。

## 概要

### 地勢
- 吉井川

### その他
- 坂根合同堰[1]

## 沿革
- 1889年6月1日 - 市町村制のため鶴山村発足。
- 1955年3月31日 - 備前町（現在の備前市）に編入される。